# Räpu (Fluss)
Der Fluss Räpu (estnisch Räpu jõgi) ist ein 21 km langer Fluss in Estland. Sein Einzugsgebiet umfasst 52 km².
Der Räpu-Fluss ist ein rechter Nebenfluss des Flusses Navesti.